# Coniferenuil
De coniferenuil (Lithophane leautieri) is een nachtvlinder uit de familie van de Noctuidae, de uilen, met een spanwijdte van 39 tot 44 mm. Het oorspronkelijke verspreidingsgebied is rond het westelijk deel van de Middellandse Zee, maar er vindt uitbreiding van het areaal in noordelijke richting plaats. Zo heeft de vlinder zich sinds 1951 gevestigd en vervolgens uitgebreid in Groot-Brittannië.
De vliegtijd is van september tot half november. De coniferenuil overwintert als ei.

## Voedsel
De waardplanten van de rupsen zijn diverse soorten van de cipres, zoals de jeneverbes, de Lawsoncipres en de Leylandcipres.

## Verspreiding in Nederland en België
De vlinder is in Nederland voor het eerst in 1980 waargenomen in Kortgene, en voor het eerst in België in 1999 in Westende. Sindsdien heeft de soort zich uitgebreid en is in het zuidwesten van Nederland en het kustgebied van België inmiddels vrij gewoon. Buiten deze gebieden is de vlinder echter (nog) zeldzaam.